# Barrow (Familienname)
Barrow ist der Familienname folgender Personen:
- Adama Barrow (* 1965), gambischer Politiker
- Al Barrow (* 1968), englischer Bassist
- Alexander Barrow (1801–1846), US-amerikanischer Politiker
- Allen Edward Barrow (1914–1979), US-amerikanischer Jurist
- Arthur Barrow (* 1952), US-amerikanischer Rockmusiker
- Claude Loraine-Barrow (1870–1903), britischer Automobilrennfahrer
- Clyde Barrow (1909–1934), US-amerikanischer Krimineller, siehe Bonnie und Clyde
- Cordell Barrow (1940–2003), Segler aus Trinidad und Tobago
- Daniel Barrow (1909–1993), US-amerikanischer Ruderer
- David Francis Barrow (1888–1970), US-amerikanischer Mathematiker
- Dean Barrow (* 1951), belizischer Politiker
- Ed Barrow (1868–1953), US-amerikanischer Baseballmanager und -funktionär
- Errol Walton Barrow (1920–1987), barbadischer Politiker
- Fatoumatta Bah-Barrow (* 1974), gambische First Lady
- Geoffrey Wallis Steuart Barrow (1924–2013), britischer Historiker
- George Barrow (1921–2013), US-amerikanischer Jazzmusiker
- Isaac Barrow (1630–1677), englischer Geistlicher und Mathematiker
- Isaac Barrow (Bischof) (1613–1680), englischer Bischof und Gouverneur
- Jocelyn Barrow (1929–2020), britische Pädagogin, Aktivistin für Rassengleichheit
- John Barrow (Staatsbeamter) (1764–1848), britischer Staatsbeamter und Geschichtsschreiber
- John Barrow (Fußballtrainer), englischer Fußballtrainer
- John Barrow (Politiker) (* 1955), US-amerikanischer Politiker
- John D. Barrow (1952–2020), englischer Physiker
- John Henry Barrow (Autor) (1796–1858), britischer Autor und Journalist
- John Henry Barrow (Geistlicher) (1817–1874), britisch-australischer Geistlicher, Journalist und Politiker
- Jordan Barrow (* 1993), englischer Fußballspieler
- Julia Barrow (* 1956), britische Mittelalterhistorikerin
- June Barrow-Green (* 1953), britische Mathematikhistorikerin
- Kebba K. Barrow (* 1955), gambischer Politiker
- Marjorie Barrow (* um 1910), kanadische Badmintonspielerin
- Middleton P. Barrow (1839–1903), US-amerikanischer Politiker
- Modou Barrow (* 1992), gambischer Fußballspieler
- Musa Barrow (* 1998), gambischer Fußballspieler
- Nita Barrow (1916–1995), barbadische Politikerin
- Nuha Barrow (* 1993), gambischer Fußballspieler
- Owaab Barrow (* 2001), katarischer Leichtathlet
- Rawle Barrow (* 1934), Segler aus Trinidad und Tobago
- Robert H. Barrow (1922–2008), US-amerikanischer Offizier, General des Marine Corps
- Sarah Barrow (* 1988), britische Wasserspringerin
- Tim Barrow (* 1964), britischer Diplomat
- Tony Barrow (Journalist) (1936–2016), britischer Journalist und Pressesprecher der Beatles
- Tony Barrow (Rugbyspieler, 1944) (* 1944), britischer Rugbyspieler
- Tony Barrow (Rugbyspieler, 1971) (1971–2017), britischer Rugbyspieler
- Typh Barrow (* 1987), belgische Sängerin, Songwriterin und Pianistin
- Washington Barrow (1807–1866), US-amerikanischer Politiker
- Wayne Barrow, Gemeinschaftspseudonym von Xavier Mauméjean und Stéphane Boillot
- Willie Barrow (1924–2015), US-amerikanische Bürgerrechtlerin
- Wilmer Lanier Barrow (1903–1975), US-amerikanischer Elektrotechniker